# Smaragdogammarus gulekani
Smaragdogammarus gulekani is een vlokreeftensoort uit de familie van de Acanthogammaridae. De wetenschappelijke naam van de soort is voor het eerst geldig gepubliceerd in 1975 door Bazikalova.